# Charles Lightoller
Charles Herbert Lightoller (30 mars 1874 - 8 décembre 1952) est un marin britannique. Issu d'une famille travaillant dans l'industrie du coton, il choisit une autre voie et devient marin. Sa formation est troublée par des tempêtes et un naufrage. Par la suite, Lightoller connaît une vie aventureuse, cherchant de l'or dans le Yukon, devenant cow boy puis vagabond. Il s'engage finalement au service de la White Star Line.
En avril 1912, il est deuxième officier à bord du Titanic. Lorsque le paquebot coule, il est chargé de diriger l'évacuation des canots du côté bâbord du navire. Lorsque le paquebot s'enfonce, une lame l'emporte jusqu'à une embarcation renversée. Il restera coincé sous l'eau jusqu'à ce qu'une explosion de chaudière le libère. Il a survécu en s'accrochant à un canot chaviré. Il est de fait l'officier le plus gradé à avoir survécu au naufrage du paquebot. Il quitte peu après la compagnie, ayant peu d'opportunités d'avancement. Durant la Première Guerre mondiale, Lightoller commanda un navire de guerre.
Par la suite, il quitte le monde maritime et se consacre à différentes affaires. Dans les années 1930, il écrit « Titanic » and other ships, ses mémoires. Durant la Seconde Guerre mondiale, il aide au repli de l'armée britannique piégée, notamment en participant à l'évacuation de plus de 120 hommes à Dunkerque grâce à son yacht. Il meurt en 1952 à la suite de problèmes cardiaques.

## Biographie

### Jeunesse et famille
Charles Lightoller naît le 30 mars 1874 à Chorley dans le Lancashire en Angleterre, il est le plus jeune des cinq enfants de Frederick James Lightoller et Sarah Jane Lightoller (née Widdows).
La famille Lightoller est aisée et comme son père avant lui, Frederick Lightoller travaille dans le coton. Une industrie qui a fait la richesse de la ville. Il possède quelques moulins le long du fleuve Yarrow, et c'est d'ailleurs le nom que porte la maison dans laquelle a grandi Charles Lightoller : Yarrow House, l'une des rares de Chorley équipée de l'électricité, déjà à l'époque de l'enfance de Frederick. 
Cependant, la mère de Lightoller meurt de la scarlatine peu après sa naissance, tandis que son frère de dix ans, Richard Ashton, et sa sœur de sept ans, Caroline Mary, décèdent également la même année. Son père se remarie le 6 janvier 1876 avec Margaret Braton, mais leur union reste sans enfants et la jeune épouse meurt à son tour cinq ans plus tard.
Frederick Lightoller entretient ensuite une liaison avec l'une des servantes de la famille, Joyce Gladwin, jusqu'à ce qu'en 1883, la naissance hors mariage d'une petite Janet provoque un scandale dans la famille. Il est contraint de s'exiler en Nouvelle-Zélande et embarque sur le SS Doric avec sa fille ainée, Jane, laissant ses trois autres enfants derrière lui, confiés aux bons soins de la famille. Charles Lightoller est alors âgé de dix ans, et ses sœurs, Gertrude et Ethel, quinze et douze ans chacune. Joyce et Janet les rejoignent quelques mois plus tard, et les amants se marient à Auckland le 11 septembre 1885. Malgré la distance, Frederick Lightoller garde contact avec ses enfants restés en Angleterre, mais la famille ne sera jamais réunie et il connait une triste fin de vie. Joyce met au monde cinq autres enfants entre 1894 et 1904, dont deux décèdent en bas âge, avant de succomber à la tuberculose en 1907, à l'âge de quarante-quatre ans. Frederick Lightoller se retrouve une nouvelle fois veuf avec des jeunes enfants à sa charge et il se suicide six ans plus tard en se tranchant la gorge, à l'âge de soixante-douze ans. 
De son côté, Charles Lightoller poursuit sa scolarité à l'école de Chorley. Il est décrit comme un élève brillant doté d'un grand potentiel, mais indiscipliné et difficile à gérer. Comme il le dit dans ses mémoires, rien ne le destinait à devenir marin puisque sa famille travaillait dans le coton depuis plusieurs générations, pourtant en février 1888 à l'âge de treize ans, cherchant un prétexte pour quitter sa maison, il demande à s'engager dans la Marine. À son grand étonnement, sa famille accepte.

### L'apprentissage de la mer (1888 - 1893)

#### Premier voyage sur lePrimrose Hill

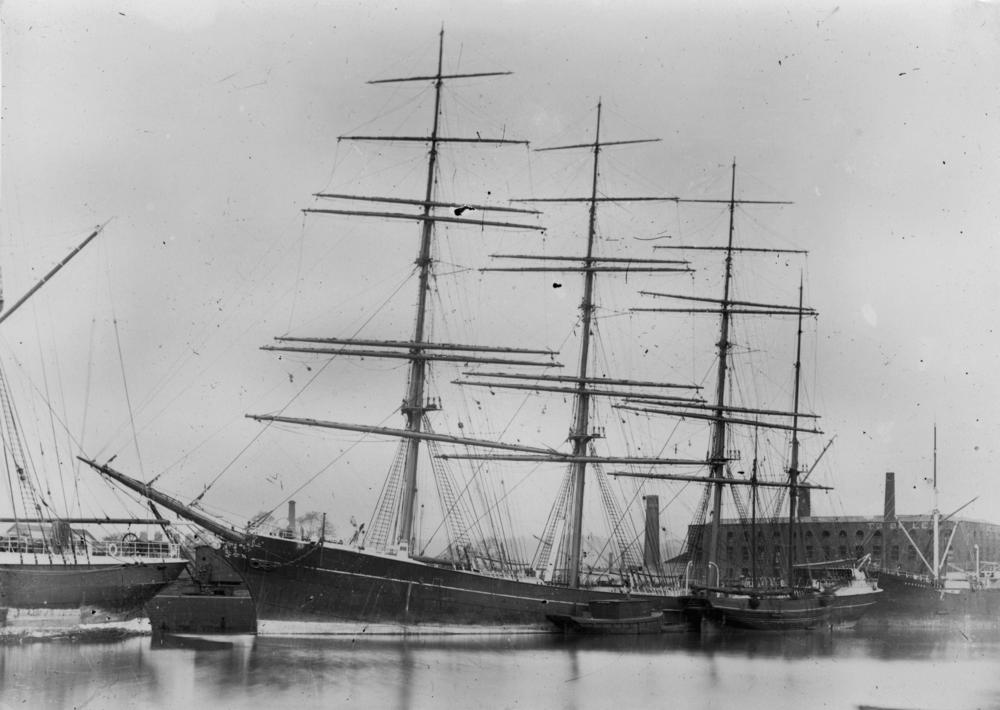
Le Primrose Hill à Liverpool. C'est le bateau sur lequel Lightoller commença son apprentissage de marin.

Lightoller devient apprenti à la William Price Line de Liverpool et son premier voyage en mer se déroule à bord du Primrose Hill, un quatre-mâts de 2 500 tonnes. Pour ses quatorze ans, il se trouve dans la Manche aux prises avec de violents coups de vent venus de l'ouest et un horrible mal de mer. La Manche n'est pas un passage aisé pour la navigation et alors qu'ils naviguent dans le brouillard, le Primrose Hill manque de faire couler le bateau-phare nommé Royal Sovereign, puis entre en collision avec le Race of Alderney.
La vie des mousses à bord de ces navires est rude. Charles Lightoller apprend à tuer les rats qui grouillent dans les cales, se réveille plein de piqûres d'insectes après avoir dormi sur sa banette, mais surtout, il a du mal à se faire accepter du reste de l'équipage tant qu'il ne connait pas son métier sur le bout des doigts. Même s'il fait nuit et que la pluie est aveuglante, les marins attendent de Lightoller qu'il soit capable de mettre la main sur le bon bout, au bon moment. En mer, la moindre erreur peut être fatale.
En dehors de leurs heures de travail, l'une des activités favorites des mousses consiste à voler de la nourriture dans les cuisines.
Un jour, Lightoller et ses camarades découvrent des biscuits qui traînent dans une cabine. C'est lui qui est désigné pour aller les récupérer, mais lorsqu'il s’apprête à ressortir, il s’aperçoit qu'ils l'ont enfermé à l’intérieur. Paniqué à l'idée qu'on puisse le trouver ici en flagrant délit de vol, il tente de s'échapper par le hublot dans l'idée de remonter ensuite sur le pont en s'aidant d'un cordage, mais il reste coincé. C'est finalement le deuxième officier du navire qui vient le libérer et Lightoller parvient à lui faire croire qu'il est somnambule et qu'il ne sait pas comment il est arrivé ici. Le capitaine, moins naïf, n'en croit pas un mot et le met à la veille de nuit pendant six semaines.
Aux alentours du mois de juin, le Primrose Hill navigue près du cap Horn, non sans difficulté. L'endroit est, en effet, réputé pour être le plus dangereux des passages de navigation, avec des conditions extrêmes. Même en été, le risque de rencontrer un iceberg est élevé. Lightoller et le reste de l'équipage luttent contre le froid. Leurs vêtements sont trempés en permanence, tout comme les draps et les couvertures des couchettes qu'ils ne parviennent pas à faire sécher. Le pont du navire, les cordages et les voiles sont tous recouverts de gel. Une nuit, le Primose Hill évite de justesse un gigantesque iceberg, et c'est la première fois que Lightoller en voit un d'aussi près. Dans ses mémoires, il explique que la seule façon de repérer un iceberg la nuit, lorsqu'il ne reflète pas l'éclat de la lune, c'est la traînée d'écume qu'il laisse à sa base.
Le Primrose Hill passe enfin le Golden Gate et arrive à San Francisco. Le port de San Francisco avait à cette époque très mauvaise réputation, et il était coutume pour les marins qui recevaient leur paye, de se la faire voler dans les minutes qui suivaient. L'équipage du navire obtient une permission à terre et lorsqu'il reprend la route, deux hommes manquent à l'appel. C'était une autre des choses qui arrivaient fréquemment à San Francisco. Presque un an jour pour jour après son départ de Liverpool, le Primrose Hill jette à nouveau son ancre dans le port anglais, avec ses cales pleines de grain. Lightoller vient d'effectuer son premier voyage en mer.

#### Malheurs à bord duHolt Hill
Pour son deuxième voyage, Lightoller signe à bord du Holt Hill, sister-ship du Primrose Hill sur lequel l'un de ses cousins est troisième officier. Le capitaine du navire, Jock Sutherland, est l'un des plus respectés de Liverpool à cette époque.
Malgré tout, le voyage commence mal puisque, dès les premiers jours, un homme tombe à la mer et se noie. Puis le Holt Hill perd un mât dans une tempête au large du cap Frio, il s'écroule sur le pont à quelques mètres de Lightoller et de ses camarades. Personne n'est blessé, mais des réparations sont indispensables, aussi le navire détourne-t-il sa route pour rejoindre le port de Rio de Janeiro qui est le plus proche, et dans lequel il reste quelques semaines. De nombreux bateaux du port sont vides, car les équipages ont été décimés par le choléra et les Brésiliens en pleine révolution ne voient pas toujours d'un très bon œil l'arrivée de marins britanniques. Un nouveau mât est posé et bien qu'il ne soit pas tout à fait adapté au navire, faute de temps et de mieux, le Holt Hill reprend la mer en direction de Calcutta.

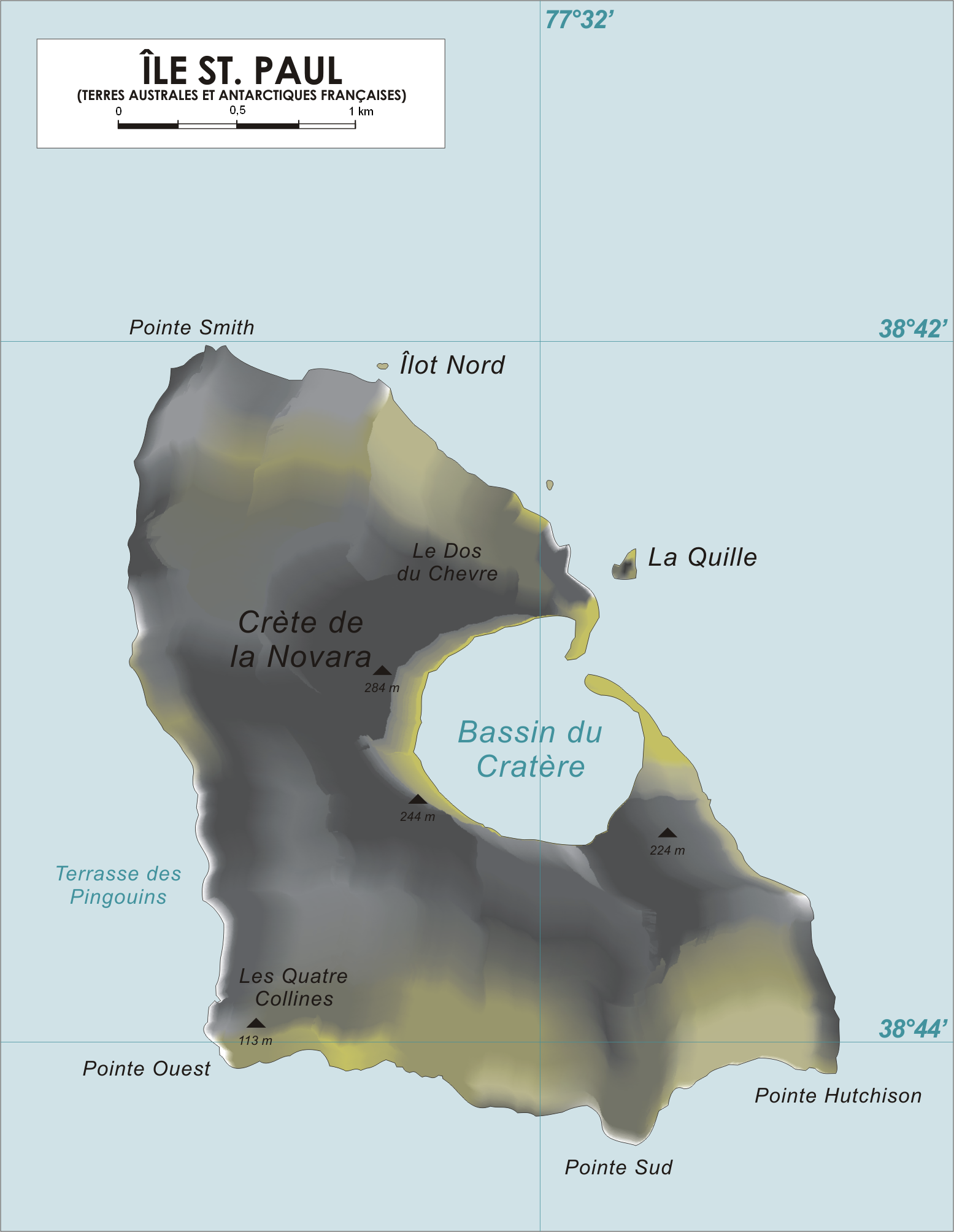
L'île Saint-Paul, sur laquelle se sont réfugiés les naufragés du Holt Hill.

Toutefois, ses malheurs ne sont pas terminés. Une quinzaine de jours plus tard, la variole frappe les membres de l'équipage. Comme il n'y a ni médecin ni médicament à bord, plusieurs des malades ne survivent pas. Le navire se met en quarantaine au Cap, puis reprend sa route. Quelques jours plus tard, le sort s'acharne et lors d'une tempête le Holt Hill s'écrase sur les rochers de l'île Saint-Paul, au beau milieu de l'océan Indien. Le second est tué dans l'accident, tandis que tout le reste de l'équipage parvient à se réfugier sur l'île. Celle-ci ne fait que 8 km de superficie et elle est totalement déserte. Lightoller et son cousin partent en reconnaissance, et du sommet de l'île ils voient l'épave du Holt Hill sombrer sous leurs yeux. Le lendemain, lors d'une seconde exploration, ils découvrent le bassin du Cratère (formé par l'activité volcanique de l'île) et des cabanes (que Lightoller estime vieilles de cent ans), dans lesquels l'équipage installe son campement.
Lightoller et son cousin finissent par trouver de l'eau de source et la bonne nouvelle est accueillie par tout l'équipage. Pour survivre, ils mangent également des écrevisses, du saumon et des manchots. En réalité, le pays auquel appartenait l'île se devait de toujours laisser des provisions pour d'éventuels naufragés, mais lors de leur errance sur Saint-Paul, Lightoller et ses compagnons ne trouvèrent pas la cache des provisions. En revanche, Lightoller mentionne qu'ils passèrent devant un cairn de pierre qui leur sembla être une tombe puisqu'il était marqué dessus : « Mme Smith et son enfant, femme du capitaine Edward John Smith, décédée... ». On notera également que le capitaine du Titanic, navire sur lequel Charles Lightoller était second officier, et survivant le plus haut gradé, s'appelle également Edward John Smith. Ironie du sort, quelques années plus tard alors qu'il est officier sur le Medic, Lightoller découvre à bord un livre dans lequel il est indiqué que les provisions de l'île Saint-Paul étaient en fait cachées dans le cairn de pierre.
Un matin, au bout de huit jours, les naufragés aperçoivent un navire de l'autre côté de la pointe sud de l'île. Fou de joie, ils lui font des signes et allument même un feu pour indiquer leur présence. Selon Lightoller, ils étaient assez proches pour voir les hommes qui travaillaient sur le pont. Cependant, celui-ci ne semble ni les apercevoir ni les entendre, et continue sa route. Comme d'après les naufragés aucun nom, ni signe d’immatriculation n'était visible sur sa coque, la commission d'enquête sur le naufrage du Holt Hill conclura par la suite qu'ils ont été victimes d'une hallucination. Lightoller réfute cette hypothèse.
L'après-midi même, un autre bateau est en vue. C'est le Coorong qui a été alerté par la fumée du feu. Cette fois, Lightoller et les siens sont sauvés. Hayward, le capitaine du navire, explique qu'en temps normal, il ne passe pas près de Saint-Paul, mais comme il lui est déjà arrivé de secourir un équipage sur cette île, il a décidé de faire un détour « au cas où ». Le Coorong débarque à Adélaïde pour le Noël 1889, et son équipage est chaleureusement remercié par les survivants du Holt Hill.
Dix ans plus tard, alors que le SS Medic jette l'ancre à Adélaïde, Lightoller qui est quatrième officier, rencontre à nouveau le capitaine Hayward en se promenant sur le port. Celui-ci s'est tout de suite rappelé l'histoire du Holt Hill.

#### Autres navires, autres aventures
Lightoller demeure à Adélaïde avec un autre mousse, tandis que tout le reste de l'équipage regagne l'Angleterre par ses propres moyens. Les marins d'un navire ne sont, en effet, plus payés lorsque celui-ci fait naufrage, et les deux mousses n'ont pas de quoi payer leur voyage de retour. Ils sont finalement embauchés sur le Duke of Abercorn et quittent l'Australie trois mois après leur arrivée.
De retour à Liverpool après dix-huit mois d’absence, Lightoller signe à nouveau sur le Primrose Hill. Celui-ci met le cap en direction de Calcutta tout en faisant une escale dans la baie de la Table, au Cap, où le Holt Hill s'était mis en quarantaine quelques mois plus tôt. Le Primrose Hill arrive ensuite dans l'océan Indien, et passe non loin de l'île Saint-Paul avant d'être pris dans un cyclone tropical dont il se sort miraculeusement sans trop de dégâts.

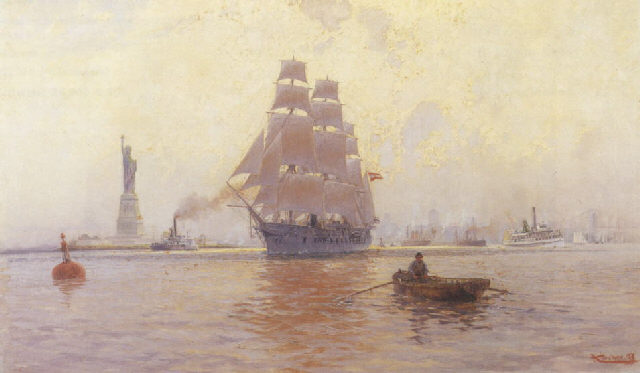
Un voilier qui arrive dans le port de New York en 1897. On aperçoit plusieurs bateaux à vapeur à l'arrière-plan.

Lorsque le Primrose Hill accoste à Calcutta, Charles Lightoller qui a désormais quatre années en mer derrière lui, en profite pour passer le certificat de deuxième officier. Un examen qu'il réussit haut la main. Il signe ensuite sur un quatre-mâts dont, comme il l'explique dans ses mémoires, il ne précise pas le nom, car le navire avait mauvaise réputation et qu'il n'en garde pas un bon souvenir. Lightoller débarque quelque temps plus tard à New York, une ville qu'il souhaitait visiter depuis longtemps, mais qui lui laisse finalement une mauvaise impression. Prudent, il envoie tout d'abord sa paye chez lui en Angleterre en gardant un peu de monnaie. Il fait ensuite la rencontre de personnes peu fréquentables, assiste à des scènes d'humiliation raciales, des règlements de compte et se retrouve rapidement sans un sou en poche. Rapidement lassé de New York, il prend son sac et se rend sur le port. Au premier capitaine de navire britannique qu'il rencontre, il demande s'il peut être engagé pour rentrer en Angleterre. Le capitaine accepte et Lightoller découvre sa nouvelle destination : Glasgow. Ce fut son premier voyage sur un vapeur, et cette nouvelle façon de naviguer fut loin de lui plaire.
Son voyage suivant se déroule sur le Knight of St. Michael, un quatre-mâts barque où il occupe le poste de troisième officier. Lors d'un énième voyage, en mars 1893, le Knight of St. Michael embarque un chargement de charbon, mais une combustion spontanée déclenche un incendie en soute. C'est un phénomène qui se produit parfois et ce fut notamment le cas dans l'une des soutes du Titanic. Après plusieurs jours, l'équipage parvient à atteindre le port de Bahía Blanca, où le feu finit par être éteint.
Alors qu'ils passent leur dernière nuit à Bahía, Lightoller et quelques-uns de ses camarades se promènent dans la pampa, mais Lightoller (qui se dit être réputé pour son mauvais sens de l'orientation) perd de vue ses amis en voulant prendre un raccourci. Il a alors l'idée d’utiliser son sifflet d'officier pour les appeler et parvient à les rejoindre, mais rapidement le groupe se retrouve encerclé de gendarmes. Ceux-ci découvrent que Lightoller est en possession d'un sifflet et ils l'arrêtent immédiatement pour motif de meurtre. Il est jeté dans une cellule de prison, qu'il partage pendant une heure avec quelques alcooliques, avant d'être libéré par le consul britannique. En réalité, un meurtre avait eu lieu cette même-nuit dans la pampa et l'assassin possédait un sifflet...
Lorsque le Knight of St. Michael quitte enfin Bahía, Lightoller vient d'être promu deuxième officier à son bord, puis le navire passe le cap Horn et rejoint Iquique où il prend un chargement de nitrate. Ce voyage fut le dernier de Lightoller à bord d'un voilier. Ceux-ci avaient jusqu'ici toujours suscité l'admiration des foules lorsqu'ils arrivaient dans un port, mais Lightoller explique dans ses écrits que désormais les gens n'avaient d'yeux que pour les vapeurs. Il ne cache pas son mépris pour les marins de ces nouveaux navires, mais à son retour en Angleterre il décide pourtant de travailler à leur bord, puisque l'avenir semble être désormais de leur côté.

### Voyages en mer et péripéties à terre (1893 - 1900)

#### Débuts sur les paquebots
À contrecœur, Ligtholler signe le début de sa carrière sur les paquebots. Il s'engage dans la Elder Dempster Line dont les bureaux sont à Liverpool, et navigue quelque temps sur le Saint-Laurent. Bien qu'il regrette de ne plus avoir à travailler avec le vent dans les voiles, Lightoller reconnait que les vapeurs ont leurs avantages : ils sont propres, la nourriture y est meilleure, le salaire plus élevé, et travailler à leur bord permet de naviguer sans être coupé du monde pendant plusieurs mois. Il signe ensuite à bord du SS Niagara de l'African Steam Ship Company (une compagnie appartenant à la Elder Dempster Line) dont le capitaine, surnommé « Bully Waters », est particulièrement impopulaire. Lightoller effectue deux voyages sous son commandement, et le second le mène dans le port de Grand-Bassam, en Côte d'Ivoire, où ils doivent prendre un chargement de rondins d'acajou. Cependant, la mer est agitée et les vagues déferlantes rendent impossible le transfert des rondins jusqu'au navire. Le capitaine envoie des hommes sur le rivage afin qu'ils se renseignent sur les démarches à suivre, mais les manœuvres sont difficiles et dangereuses, et de peur de chavirer l'embarcation, il juge plus prudent de rester à bonne distance de la plage. Le capitaine perd patience et demande à Lightoller ce qu'il en pense, ce à quoi ce dernier répond qu'il est impossible de se faire une opinion à moins d'y aller soi-même. Interpellé, le capitaine le défie de faire mieux. Lightoller embarque donc dans un canot avec quelques hommes, mais une vague s'abat bien vite sur eux et les précipitent tous à l'eau. Lightoller se retrouve alors les pieds emmêlés dans une corde, ce qui l'empêche de remonter à la surface. Il parvient finalement à se dégager, mais assiste impuissant à la noyade du quartier-maître à côté de lui, avant d'être à nouveau emporté sous l'eau. Pensant que sa fin est proche, son unique pensée est pour sa sœur, à qui il a promis qu'il ne se noierait jamais.
Finalement, Lightoller est rejeté sur la plage, inconscient. Les Ivoiriens le pensent mort, mais n'osent pas toucher le cadavre d'un Blanc, aussi appellent-ils les autorités françaises pour venir chercher le corps, mais lorsque celles-ci arrivent sur place, elles ne trouvent rien. En effet, entre-temps Ligtholler s'est réveillé et hébété, il s'est dirigé vers le plus proche bâtiment. Par la suite, on lui apprend qu'il est le premier Blanc à avoir nagé dans les vagues du Grand-Bassam et à s'en sortir vivant. Ses quatre compagnons de canot, eux, n'ont pas eu cette chance. Aux dires de Lightoller, le capitaine du SS Niagara n'a quant à lui plus jamais été le même, et il est resté silencieux durant tout le voyage de retour.
C'est durant ce même voyage que Lightoller attrape le paludisme. Une fois encore, il frôle la mort de près et un soir, persuadés qu'il ne passera pas la nuit, les officiers du navire viennent même lui rendre une visite d'adieu. Pourtant, il parvient finalement à guérir. De retour en Angleterre, il quitte le SS Niagara sans regrets et estimant qu'il a eu son compte d'aventures, il tourne le dos à la mer et décide de partir tenter sa chance au Canada.

#### À la conquête du Canada
En 1898, alors qu'il est de retour dans sa famille, Lightoller reçoit une publicité sur les tarifs réduits en direction de Vancouver et il décide aussitôt d'en profiter pour rejoindre deux amis qui sont partis participer à la ruée vers l'or du Klondike, comme des dizaines de milliers d'autres prospecteurs amateurs.
Dans un premier temps, étant totalement néophyte dans la prospection de l'or, il prévoit d'apprendre le métier en Alberta, en travaillant dans les mines de Cariboo. Seulement, tous les emplois sont occupés par des émigrés chinois et Lightoller est contraint de revoir ses plans. Il poursuit sa route accompagné d'un dénommé Bill, un ancien marin rencontré à bord du bateau qui l'a emmené à Vancouver, et les deux hommes se rendent à Slave Lake dans l'espoir de trouver du travail. Une fois de plus, c'est un échec, aussi redescendent-ils à Edmonton acheter des vivres et des chevaux, et tracer leur propre piste dans les montagnes pour trouver des rivières où ils pourront prospecter seuls. Les premiers jours sont particulièrement difficiles, car la neige arrive jusqu'au ventre des chevaux et cache des troncs d'arbres et des trous dans lesquels ils se prennent les sabots et manquent de se briser les jambes. Cependant, ils finissent par arriver sur un chemin en parfait état qu'ils suivaient en réalité parallèlement depuis le début sans le savoir. Lightoller écrit dans son autobiographie : « si seulement nous ne nous étions pas entêtés à vouloir tracer notre propre chemin, sans vouloir reconnaître notre ignorance, nous aurions pu voyager confortablement ».

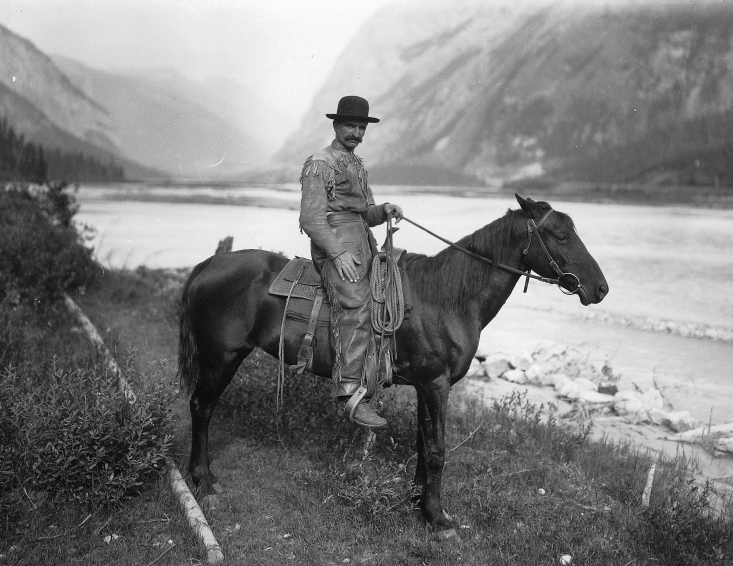
À l'image de ce cow-boy canadien photographié en 1904, Lightoller fut lui-même cow-boy dans les prairies canadiennes en 1898.

Pendant plusieurs semaines, ils dorment de camp en camp et prospectent sans succès de rivière en rivière, jusqu'à ce qu'ils soient à court de vivres. Ne pouvant se résoudre à tuer l'un de leurs chevaux pour survivre, ils décident de rentrer à Edmonton. La tentative de Lightoller de trouver de l'or se solde par une cuisante défaite, aussi décide-t-il de ne pas rejoindre ses camarades à Klondike et d'essayer autre chose. Bill et lui se séparent et une semaine après, Lightoller devient cow-boy avec « Old Rufus » : son cheval acheté à Edmonton qu'il décrit comme « sachant tout faire, sauf parler ». Pendant six semaines, Lightoller et quatre autres cow-boys, parcourent les prairies canadiennes avec plus d'un millier de vaches sous leur responsabilité, mais un soir, se rappelant la promesse qu'il avait faite à sa famille de revenir si les affaires ne marchaient pas, il décide qu'il est temps pour lui de rentrer en Angleterre. 
C'est la mort dans l'âme qu'il se résout à revendre Rufus pour s'acheter des vivres, et avec son banjo (seule chose dont il ne se sépare jamais) Lightoller va désormais à pied, se définissant lui-même comme un vagabond, c'est-à-dire selon ses propres propos : « Une personne étant incapable de payer les transports en commun ». Il fait preuve de tout un tas d'imagination pour voyager gratuitement, sa solution préférée, car la plus sûre, étant de se glisser sous les wagons de chemin de fer. Lorsque les gens lui demandent où il se rend, Lightoller amuse malgré lui son auditoire en répondant invariablement Liverpool. Il s'arrête trois semaines dans la ville de Winnipeg où il trouve du travail en repeignant la maison d'un habitant, et gagne assez d'argent pour se payer un billet de train jusqu'à Montréal. Après son aventure à travers le Canada, Lightoller est à présent certain que la mer est son élément car, selon lui : « Une traversée de l'océan, ou même un tour du monde, pose moins de problèmes que quelques miles par voie terrestre ». Il accepte le premier emploi qu'il trouve, gardien de bétail sur un bateau, et c'est en 1899, un an après son départ, que Lightoller débarque enfin à Liverpool.

#### Retour à la mer
Lightoller retourne chercher du travail à l'African Steam Ship Company, il demande à être employé sur le nouveau navire de la compagnie qu'il a vu dans le port prêt pour son voyage inaugural et son souhait est exaucé. Cependant, la règle voulait que les marins payent eux-mêmes leurs uniformes complets, et achètent leur propre matériel (sextant, télescope, jumelle, livres, etc.), ce qui valut à Lightoller d'accumuler de sérieuses dettes. Pendant quelque temps il navigue entre Liverpool et les côtes africaines comme il l'avait déjà fait sur le SS Niagara, puis ayant réussi son examen de capitaine après une seconde tentative, il décide de chercher un emploi sur les traversées transatlantiques. Le hasard le mène à passer devant les bureaux de Greenshields, Cowie & Co, la compagnie du Knight of St. Michael, le dernier voilier sur lequel il avait navigué en six ans plus tôt. Le directeur qui se souvient de Lightoller, lui offre une place sur le dernier navire de sa flotte : le Knight Bachelor, un vapeur tout neuf. Cependant en arrivant au port, Lightoller se rend compte qu'il s'est fait avoir. En réalité, le Knight Bachelor est parti la semaine dernière et c'est le vieux Knight Companion qui l'attend. Le plus sale et vieux bateau qu'il ait jamais vu. Malade et ayant besoin d'argent, il monte quand même à bord et quelques jours plus tard, Lightoller refait une crise de paludisme, qui sera toutefois la dernière. Le Knight Companion navigue dans la mer des Caraïbes, manque de chavirer dans une tempête, mais revient tout de même en entier à Liverpool. Lightoller démissionne aussitôt et passe le reste de l'année à vivre de petits travaux. Un beau jour, s’apercevant qu'il a 25 ans, il décide d'arrêter les aventures et de trouver enfin un véritable emploi dans lequel il pourra progresser.

### À bord duTitanic

#### Essais en mer et traversée
Lightoller est ensuite choisi comme premier officier à bord du Titanic. Il participe aux essais en mer du paquebot, puis à son voyage entre Belfast et Southampton. Cependant, le 9 avril 1912, la veille du départ, Henry Tingle Wilde est choisi comme commandant en second par la White Star Line. Il remplace à ce poste William McMaster Murdoch qui remplace Lightoller au poste de premier officier. En effet, la compagnie préfère affecter trois officiers séniors ayant servi sur le sister-ship du Titanic, l’Olympic, au lieu de deux,. Or, Lightoller n'a jamais servi sur l'Olympic ; il prend donc le poste de deuxième officier à la place de David Blair, qui quitte le navire. L'ordre des officiers juniors reste inchangé
Le jour du départ, Lightoller et Wilde se tiennent sur le pont avant pour superviser les manœuvres. Officier sénior le moins gradé, Lightoller assure durant la traversée les veilles de 6 à 10 heures, et de 18 à 22 heures. Sa cabine se trouve à bâbord des logements des officiers, entre celle du premier officier William Murdoch et celle du troisième officier Herbert Pitman.

#### Le naufrage

##### Collision avec l'iceberg
Le 14 avril 1912, Lightoller est de quart entre 18 h et 22 h. Vers 21 h 20, il s'entretient avec le commandant Smith sur la passerelle, qui lui demande à être prévenu au moindre problème. Puis, le commandant quitte la passerelle et se retire dans sa cabine. À 21 h 30, Lightoller ordonne à James Paul Moody, le sixième officier du Titanic, de téléphoner aux veilleurs du nid-de-pie, afin d'attirer leur attention sur la présence éventuelle de petits champs de glace. À 22 heures, Lightoller est relevé par Murdoch. Les deux hommes se tiennent sur la passerelle quelques minutes et Lightoller fait son rapport à Murdoch, en l'informant des divers ordres de navigation. Les deux hommes passent en revue les ordres de vitesse, de trajectoire et de sécurité, tout en discutant des qualités techniques du paquebot. Puis, Lightoller part faire sa ronde, avant de retourner dans sa cabine.
Lorsque la collision survient à 23 h 40, il est sur le point de s'endormir. Alerté par les vibrations, il se rend, en pyjama sur le pont, en compagnie du troisième officier Pitman,. Le froid le contraint rapidement à regagner sa cabine. Vers 23 h 50, le quatrième officier Joseph Boxhall l'informe de l'accident,. Lightoller lui annonce être au courant d'une collision, ayant senti des vibrations. Boxhall conclut en lui annonçant que la cale postale est sous l'eau. Puis, Lightoller s'habille rapidement et se rend sur le pont.

##### Chargement des canots de sauvetage

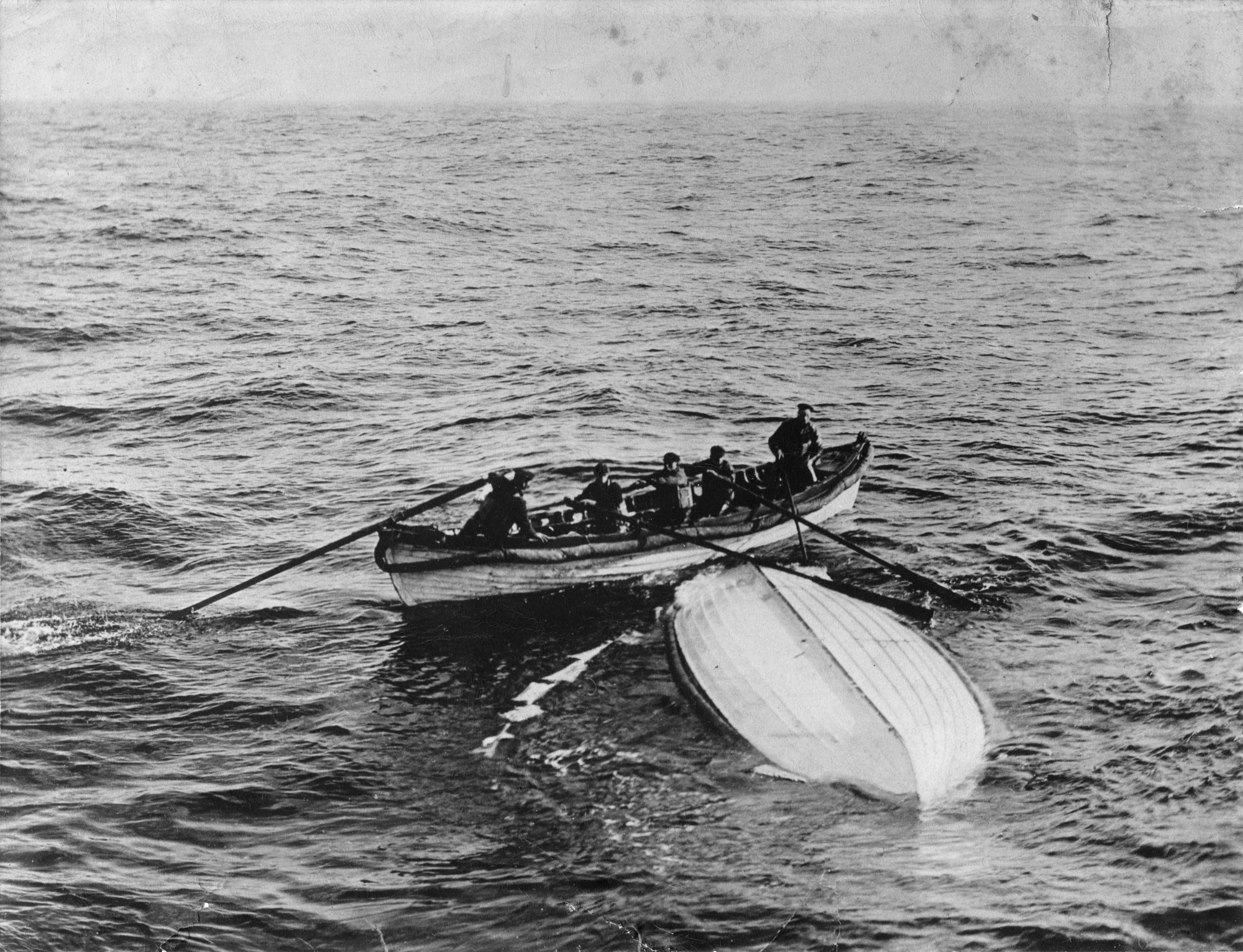
Lightoller a survécu à bord du canot pliable B, qui flottait retourné.

Par la suite, vers minuit, le commandant Smith fait rassembler l'équipage. Lightoller est alors affecté au remplissage des canots du côté bâbord du navire. Malgré la faible présence de passagers sur le pont, il commence par charger le canot no 4, sans succès, les vitres du pont A étant closes. Il s'occupe donc du canot no 6 dans lequel il fait monter 25 femmes et enfants. Devant le manque d'hommes d'équipage dans le canot, il laisse un passager, Arthur Peuchen, embarquer dans le canot pour aider aux manœuvres,. Peuchen est le seul homme à recevoir une telle autorisation de Lightoller durant toute la soirée.
Pendant ce temps, le commandant en second Henry Wilde se rend à bâbord afin de demander à Lightoller où sont rangées les armes à feu. Or, William Murdoch n'a été nommé premier officier que la veille du départ, il ne sait donc pas où sont entreposées les armes. Lightoller, au contraire, a été jusqu'à sa rétrogradation premier officier du Titanic. Il indique donc que les armes à feu sont rangées dans sa cabine originelle. Les trois hommes et le commandant Smith se rendent alors dans la cabine de Murdoch, et Wilde confie à Lightoller son arme de service. Lorsque Lightoller retourne sur le pont, il croise le couple de première classe Ida et Isidor Straus. Il propose alors à Ida de l'accompagner vers un canot de sauvetage, mais celle-ci décline son offre.
Puis Lightoller continue le chargement des embarcations de sauvetage. Il s'occupe du canot no 8, situé juste à côté du no 6, dans lequel embarquent 28 passagers. Puis il se rend vers l'arrière du navire, où un grand nombre de passagers de deuxième classe occupent leur pont promenade. À l'aide du cinquième officier Harold Lowe et du sixième officier James Moody, il charge les canots no 10, 12, 14 et 16. Alors que le canot no 14 descend le long de la coque du Titanic, Lowe tire trois coups de feu pour dissuader les passagers de sauter dans le canot. Après le chargement du canot no 16 à 1 h 35, Lightoller retourne vers l'avant du navire, où demeurent les canots no 2, 4, ainsi que les radeaux B et D. Alors que le quatrième officier Joseph Boxhall embarque dans le canot no 2, Lightoller reprend le chargement du canot no 4. Il croise par la suite le commissaire de bord, Hugh McElroy, son adjoint Reginald Barker, ainsi que le chirurgien de bord sénior William O'Loughlin et son assistant John Simpson. Malgré les circonstances, O'Loughlin s'autorise une plaisanterie, en demandant à Lightoller « s'il n'a pas de la fièvre ». Puis, ils se serrent la main et le médecin déclare : « Au revoir ».
Selon le chef steward de deuxième classe, rescapé dans le radeau D, Lightoller a embarqué avec lui dans le radeau. Wilde a demandé si le canot était prêt et a voulu y faire embarquer Lightoller, mais l'officier a décidé de retourner sur le navire et de laisser sa place à un autre. Durant tout le naufrage, aucun des canots de bâbord ne part rempli.
Il réussit par la suite à dégager le radeau B avant d'être précipité dans l'eau. Une vague le repousse finalement sur le radeau, qui flotte retourné. En tout, une trentaine de personnes y trouvent refuge, et Lightoller parvient, tant bien que mal, à conserver un certain équilibre à l'embarcation. Au petit matin, tous les occupants du canot sont recueillis par le canot no 12. Lightoller est le dernier rescapé à monter sur le Carpathia. Il témoigne ensuite devant les commissions d'enquête en défendant du mieux qu'il peut la White Star Line.

### Vie après le naufrage

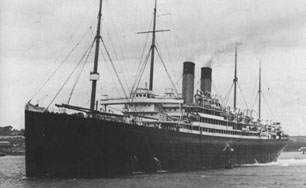
La dernière affectation de Lightoller au sein de la White Star est le Celtic.

Il reprend ensuite du service pour la White Star Line, en tant que premier officier sur le RMS Oceanic. Durant la Première Guerre mondiale, il devient lieutenant de la Royal Navy, servant d'abord sur l’Oceanic, transformé en croiseur auxiliaire. Le navire coule en 1914, et Lightoller participe à l'évacuation du paquebot. En 1915, il sert comme second capitaine durant les essais du HMS Campania, un autre ancien transatlantique, transformé en transport d'hydravions (le premier de la Royal Navy). Ensuite il prend son premier commandement, d'abord sur une vedette lance-torpilles puis sur un destroyer. Il obtient durant la guerre, à deux reprises la Distinguished Service Cross ainsi que le grade de Commander (équivalent britannique du capitaine de frégate).
Après la guerre, bien qu'ayant défendu loyalement la White Star Line et ses employés dans les enquêtes sur le naufrage du Titanic, Lightoller découvre vite que les possibilités d'avancement dans la compagnie sont faibles comme pour tous les autres membres d'équipage ayant survécu au naufrage du Titanic. Après être resté un temps commandant en second du Celtic, il démissionne le 14 février 1920. Il se lance dans la spéculation immobilière et y connaît quelques succès. 
Au début des années 1930, il écrit ses mémoires, « Titanic » and Other Ships qu'il dédie à son épouse « qui [l']a poussé à le faire ». Ce livre, après quelques problèmes, se vend bien. Il est cependant retiré des rayonnages quand la compagnie Marconi le menace de poursuites judiciaires, à cause de ses commentaires sur le naufrage du Titanic et le rôle des opérateurs radios. 
En 1929, il achète un navire qu'il restaure et que son épouse nomme Sundowner. Il l'utilise par la suite pour l'évacuation de Dunkerque, permettant le sauvetage de 130 soldats britanniques. Après la Seconde Guerre mondiale, il gère un petit chantier naval, Richmond Slipways, à Londres, qui construit des vedettes pour la police fluviale.
Charles Lightoller meurt le 8 décembre 1952 à l'âge de 78 ans d'une maladie cardiaque.

## Famille

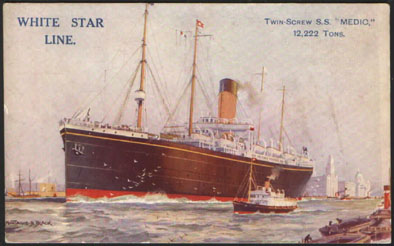
Lightoller a rencontré son épouse en servant à bord du Medic.

Lightoller avait deux frères et sœurs morts de la scarlatine dans leur enfance. Il rencontre son épouse sur le Medic en 1903, alors qu'elle rentre en Australie après un séjour en Angleterre. Elle se fiance et rentre avec lui lors du voyage de retour. Ils ont cinq enfants : Roger, Richard Trevor, Mavis, Clare et Brian. 
Le plus jeune Brian, pilote de la RAF, est tué au combat lors d'un bombardement au-dessus de Wilhelmshaven en Allemagne la première nuit après l'entrée en guerre du Royaume-Uni. Son fils aîné Roger sert dans la Royal Navy et est tué en France lors du Raid de Granville (Normandie), le 8 mars 1945. Richard sert sous le commandement du général Bernard Montgomery durant toute la guerre et finit avec le grade de lieutenant-colonel. Mavis sert dans le secrétariat d'une infirmerie et Clare dans l'unité de renseignement politique.

## Films
Lightoller est représenté dans presque tous les films sur le Titanic. Dans le film allemand de 1943, Titanic son rôle est joué par Erich Stelmecke, dans le film britannique du 1958 Atlantique, latitude 41° (A night to remember), il est incarné par Kenneth More. Dans le téléfilm de 1979 S.O.S « Titanic » par Malcolm Stoddard et par Kevin McNulty dans Le « Titanic » de 1996. Dans le film Titanic de 1997, Lightoller est interprété par Jonathan Phillips.
Dans le film Dunkerque de Christopher Nolan sorti en 2017, un personnage interprété par Mark Rylance est librement inspiré de Lightoller.